# Destitució de Fernando Lugo

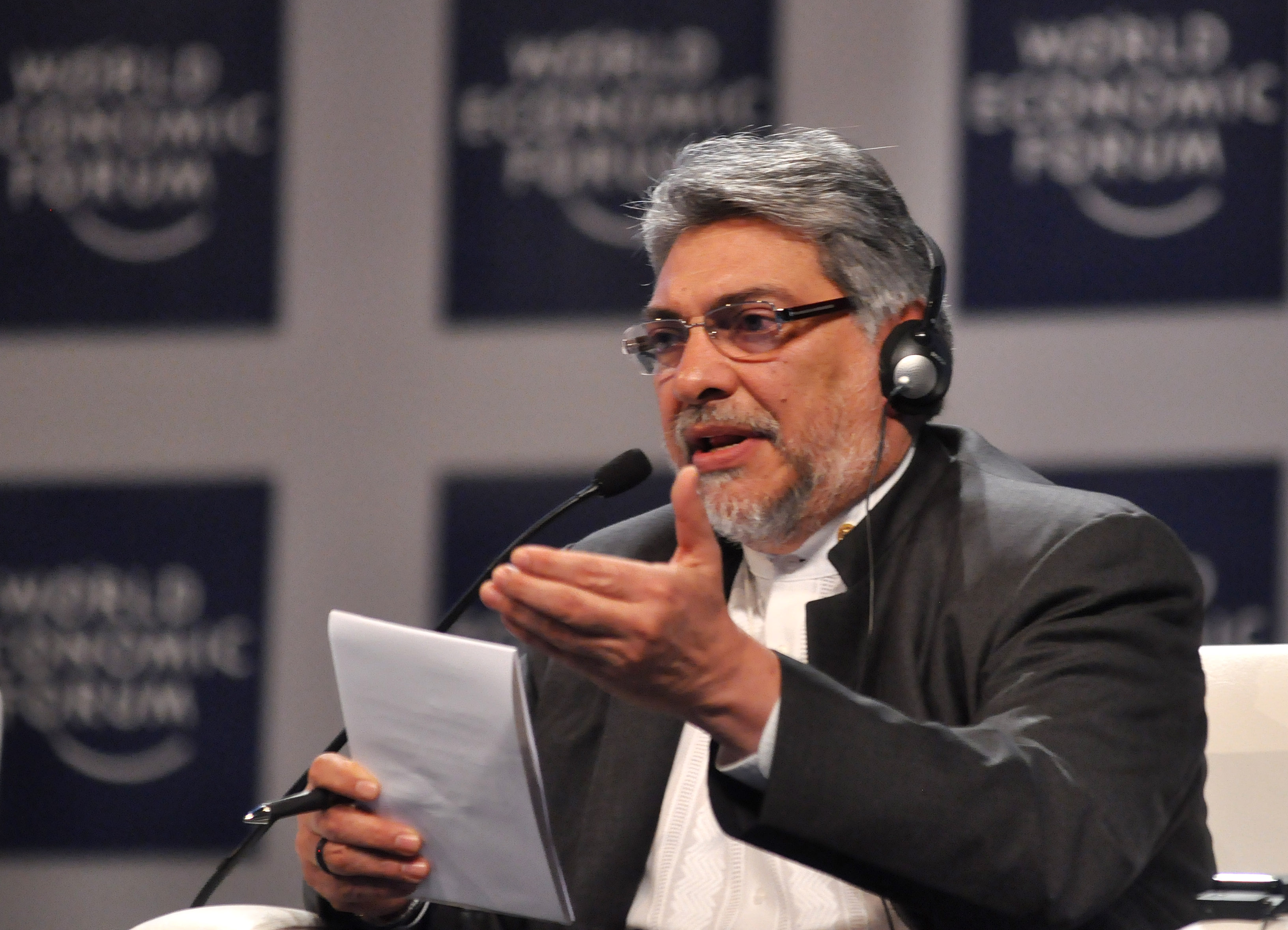
Fernando Lugo el 2010.

Fernando Lugo, president electe de Paraguai el 2008, va ser sotmès a un judici polític i destituït del seu càrrec pel Congrés de Paraguai al juny de 2012. El 21 de juny la Cambra de Diputats va votar per 76 a 1 per destituir Lugo, i el Senat el va destituir del seu càrrec l'endemà, per 39 vots a 4, el que va convertir en president el vicepresident Federico Franco, que havia trencat amb Lugo. Lugo sosté que se li va negar el degut procés perquè no va tenir temps suficient per preparar la seva defensa. Diversos governs llatinoamericans van declarar que el procediment era efectivament un cop d'Estat. Lugo va acceptar formalment el judici polític, però el va qualificar com un «cop parlamentari».
En represalia, la Cimera del Mercosur va suspendre el Paraguai del bloc fins que s'elegeix democràticament un nou president.